# La Voie de Laura

La Voie de Laura  est un téléfilm français en deux parties, réalisé par Gérard Cuq et diffusé pour la première fois le 17 avril 2006 sur TF1.

## Synopsis
Laura s'est installée dans les Pyrénées alors qu'elle était enceinte. Dix ans plus tard, elle gère un gîte rural et partage sa vie entre Nicolas, son fils, et Jérôme, son fiancé. Laura accueille les derniers pensionnaires de la saison : Rachel, artiste peintre, Denis, avocat, Mathieu, enseignant et Anne, photographe. Lors d'une promenade avec ses hôtes, Laura retrouve un article de presse dans son sac sur son passé. Mais qui a mis cet article dans son sac ? Qui est à sa poursuite ?

## Fiche technique
- Scénario : Céline Guyot - Martin Guyot
- Producteur : Ion Marinescu
- Musique du film : Haris Berberian
- Directeur de la photographie : Tudor Mircea
- Montage : Anja Lüdcke
- Création des décors : Sebastian Birchler
- Coordinateur des cascades : Ion Carangea
- Pays d'origine : France
- Genre : Thriller
- Durée : 68+65 minutes
- Date de diffusion : 17 avril 2006 sur TF1

## Distribution
- Marie Gillain : Laura
- Philippe Caroit : Jérôme
- Jean-Michel Tinivelli : Gilles
- Agnès Soral : Rachel
- Denis Karvil : Denis
- Delphine Zentout : Anne
- Olivier Pagès : Mathieu
- Philippe Cariou : Le Capitaine
- Quentin Boucher : Nicolas
- Victoire Leroy : Aurélie
- Philippe Nevo : Le journaliste
- Samuel Tastet : Le maire

## Intrigue
- Jerôme : Coupable d'avoir tué le Gendarme, Mathieu et Anne. Il est aussi complice du trafic de Mathieu et il a enlevé aussi Laura et Nicolas dans un chalet en montagne. Il se fait tuer par Gilles d'une balle et il tombe de plusieurs mètres d'une grande falaise.
- Mathieu : Il fait des trafics par la frontière. Il se fait tuer par balle en plein cœur par Jérôme.
- Anne : Elle est dans la Police avec Gilles, elle se fait tuer par balles dans le front par Jérôme.
- Rachel : C'est la mère de Frederick qui a été tué par l'ex-compagnon de Laura, Olivier Frenaud et qui est aussi le père de Nicolas. C'est elle qui a essayé de tuer Laura avec l'arbalète de Denis et qui l'a agressé. Elle a aidé Olivier à s'échapper de prison et l'a tué de la même façon qu'il avait tué son fils Frederick (aspergé d'essence et brûlé vif). Elle vient dans le chalet de Laura pour se venger de la mort de son fils en aspergeant Laura d'essence, elle croit que Laura est autant responsable qu'Olivier de la mort de son fils. Elle va en prison avant d'allumer le briquet pour brûler Laura.